# Edgaras
Edgaras ist die litauische Form des männlichen Vornamens Edgar.

## Namensträger
- Edgaras Benkunskas (* 1999), Leichtathlet
- Edgaras Diržius (* 1988), Psychiater und Politiker, Vizeminister der Gesundheit
- Edgaras Česnauskis (* 1984), Fußballspieler
- Edgaras Jankauskas (* 1975), Fußballspieler
- Edgaras Montvidas (* 1975), Sänger (Tenor)
- Edgaras Narkevičius (* 1972), Pharma-Manager und Politiker, Vizeminister der Gesundheit
- Edgaras Pilypaitis (* 1974), Kommunalpolitiker
- Edgaras Protčenko (* 1997), Eishockeyspieler
- Edgaras Rybakovas (* 1991), Eishockeyspieler
- Edgaras Slušnys (* 1991), Badmintonspieler